# Necròpolis protohistòrica de la Milmanda
La necròpolis protohistòrica de la Milmanda, Vimbodí, (Conca de Barberà), inclòs a l'Inventari del Patrimoni Arqueològic i Paleontològic de Catalunya.
Va ser descoberta l’any 1975 casualment durant els treballs agrícoles. No va ser excavada amb el mètode científic arqueològic, degut a l'època en què es va trobar, cosa que fa que molta de la informació que es podria haver extret s’hagi perdut. Gràcies a la bona voluntat del propietari (Ramon Vidal) una bona part dels materials s’han pogut conservar al Museu Comarcal de la Conca de Barberà, al Museu de la Vida Rural de l'Espluga del Francolí i a la col·lecció particular del Sr. Ramon Vidal.

## Context geogràfic
La necròpolis es troba al costat de la Cova de la Font Major (L’Espluga del Francolí). Allà les intervencions arqueològiques han permès identificar una ocupació que va des del Paleolític fins al present. Durant l’època protohistòrica tenim dues fases d’ocupació: durant el Bronze i durant l'Època Ibèrica.
La necròpolis es troba a prop del riu Francolí i del riu Sec, a 460 msnm, en una terrassa situada a un dels extrems de la Serra de la Milmanda. Té una superfície aproximada de 750 m².
Les coordenades UTM són 338752,29X i 4584866,89Y.

## Evidències arqueològiques

### Tombes
Les tombes, majoritàriament, s'han identificat gràcies a les fotografies i els comentaris de Ramon Vidal. Tindríem tres possibles tipus:
- Fosses
- Túmuls
- Ustrinum

Dues estructures excavades en la roca natural amb urnes encaixades, encara que per la fotografia no es pot saber si es tracta d’una o dues tombes. Vidal diu que seria una única tomba amb dues urnes. En relació al túmul, només l’intuïm a les fotografies i als comentaris de Vidal.

### Materials arqueològics

#### Materials ceràmics
Dins dels materials ceràmics, es troben les urnes de perfil en "S". Aquestes urnes, característiques de la Primera Edat del Ferro, estan fetes a mà, amb cocció reductora homogènia i brunyides, amb una presència escassa de desgreixant. Té la vora bisellada amb un llavi molt arrodonit. Com que es forma per dos parts fetes per separat, la unió entre el coll i la panxa és molt brusca.
En segon lloc, les urnes d’orelletes. Les que es troben a aquest jaciment són còpies fetes a mà de les característiques ibèriques a torn. Tenen coccions irregulars, ja siguin reductores u oxidants, una gran quantitat de desgreixant, principalment quars. Tenen el llavi recte i afilat i la base lleugerament umbilicada.
En tercer lloc, els vasets fets a mà. Formen part de l’aixovar dels morts i serveixen per fer ofrenes. Hi ha des de tasses i gotets a vasets d’ofrenes més específics. Són un element que sembla ja una mica arcaic pel període indicat.
En quart lloc, les tapadores. Aquests elements serveixen per tapar les urnes una vegada ja s’hi ha dipositat el contingut. En alguns casos es mostra l’ús de lloses de pedra com a tapadores. Són, majoritàriament, peces fetes a mà, amb coccions irregulars i superfícies brunyides o polides.
En cinquè lloc, les urnes fetes a torn. D’aquest tipus de material només hi ha una bossa que es va trobar a dipòsit del MCCB. El remuntatge de les peces permet reconstruir una base i la meitat del cos d’una urna. És de cocció oxidant i no té decoració. Té una gran quantitat de desgreixant, de quars. El llavi penja lleugerament i la vora té una secció triangular. Coll exvasat i una àmplia faixa pintada i base lleugerament umbilicada.
En sisè lloc, altres urnes i peces que no encaixen amb les tipologies que ja s'han comentat. Hi ha una urna troncocònica amb cordó, una tassa i una urna globular.
En setè i últim lloc, a la tomba 1 apareix un aríbal corinti, amb paral·lels amb datacions entre 595/590-575 aC. És un element força discordant entre els materials i ha causat una forta discussió tipològica i de datació.

#### Ornaments personals
Pel que fa als ornaments personals metàl·lics hi ha els penjolls globulars, que fan funció de collaret, terminacions de cadenetes de penjolls més complexes. Són penjolls formats per una anella i un cos globular massís en bronze.
També s'han trobat els penjolls de fil enrotllat i els penjolls cònics, que es fabriquen doblegant una làmina, així com també els penjolls amb discs sobreposats, penjolls zoomorfs, penjolls soguejats, penjoll de tiges soldades, cadenetes i anells, braçalets, torques, denes de collar i una espiral per fixar pentinats.
Entre els ornaments personals no metàl·lics hi ha anells lítics, penjolls de petxines, denes de collar, denes de collar en faiçana i denes ceràmiques.

#### Ornaments de vestuari
Un dels grups de materials més abundants, a part del de les urnes, és el del ornaments de vestuari. Aquí hi ha fermalls de cinturó, dels quals s'han localitzat diferents tipologies: d’un garfi, de dos garfis o de tres garfis, així com les fermelles dels fermalls. També hi ha les fíbules, dins de les quals s'han classificat en tres grups: fíbules de doble ressort, de ressort bilateral i les fíbules de ferro amb peu llarg. Per acabar, també s'han trobat botons.

#### Elements militars
Pel que fa als elements militars hi ha espases i espases miniaturitzades, puntes de llança, guaspes, puntes de fletxa, ganivets i cnèmides o cardylofax. És molt habitual en els períodes d'aquesta necròpolis trobar individus enterrats amb armaments diversos, així com les famoses espases doblegades ibèriques.
Per acabar, els instruments diversos fets de metall, com pinces de depilar, fusaioles, un possible podall, un cascavell...